# Устеж
Устеж (укр. Устіж) — левый приток Ревны, протекающий по Новгород-Северскому району району (Черниговская область, Украина). 

## География
Длина — 12, 7,1 км, длина магистрального канала — 15 км. Площадь водосборного бассейна — 128 км². Русло реки (отметки уреза воды) в верхнем течении (на север от села Зелёный Гай) находится на высоте 147,8 м над уровнем моря. Служит водоприёмником сети каналов. 
Русло на протяжении почти всей длины выпрямлено в канал (канализировано) шириной 5-8 м и глубиной 1,7-2 м. Пойма занята заболоченными участками с тростниковой растительностью, очагами лесов. В пойме созданы торфоразработки (севернее села Заря, севернее села Криульки).
Река берёт начало северо-западнее Ферубки, магистральный канал — на болотном массиве севернее села Максимихино (Семёновский район). Река течёт на северо-запад, запад, юго-запад. Впадает в Ревну севернее села Кривуша (Семёновский район).
Притоки: (от истока к устью) нет крупных
Населённые пункты на реке: (от истока к устью) нет